# 안도라 (이탈리아)

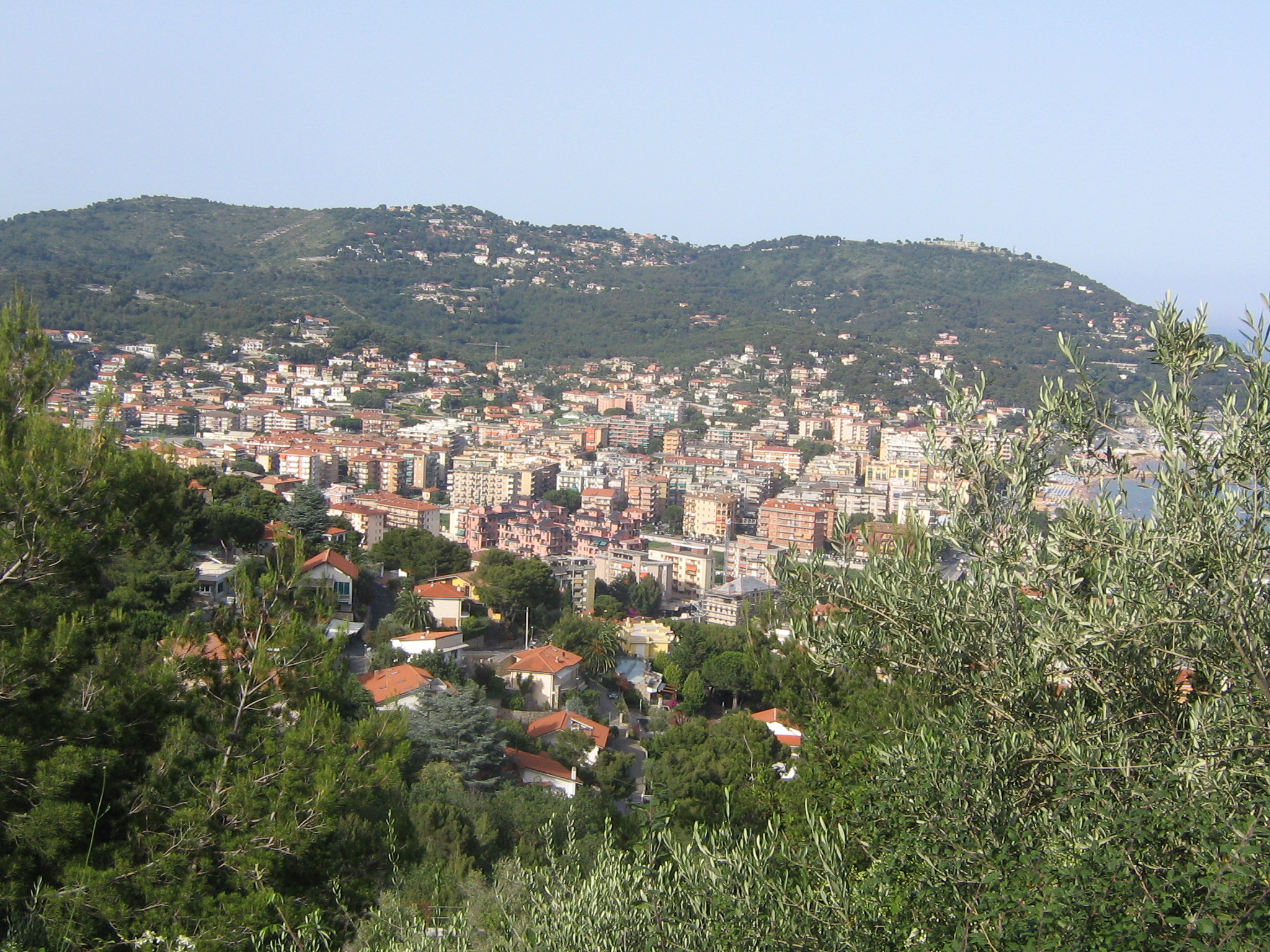
산타소피아

안도라(이탈리아어: Andora)는 이탈리아 리구리아주 사보나도에 위치한 코무네로 면적은 31.61km2, 높이는 10m, 인구는 7,657명(2010년 12월 31일 기준), 인구 밀도는 240명/km2이다. 이탈리아 리비에라의 서부 지대에 위치한다.